# Szalai Csaba (biológus)
Szalai Csaba (Budapest, 1961. június 17. – 2023. november 6.) magyar molekuláris biológus, genetikus, MTA doktora, egyetemi tanár, korábbi atléta. Szakterületei közé tartozott az orvosi humán genetika és genomika.

## Életpályája
Gyerekkorát Óbudán töltötte. 14 évesen kezdett atletizálni, később országos sikereket is elért rövidtávfutóként. Érettségijét a Martos Flóra Gimnáziumban szerezte 1979-ben. 1985-ben végzett a Budapesti Műszaki Egyetemen biológusmérnökként, molekuláris biológia szakirányon. 
1990-től a Heim Pál Gyermekkórházban dolgozott, ahol létrehozta a molekuláris biológiai laboratóriumot. 1999-ben a Semmelweis Orvostudományi Egyetemen szerzett PhD fokozatot. 2005-től az MTA doktora is. 2007-ben habilitációs fokozatot szerzett. 
2013-tól az SE egyetemi tanára, valamint a Genetikai Sejt- és Immunbiológiai Intézet igazgatóhelyettese, a Klinikai Genomikai munkacsoport vezetője. 2009-ben részt vett az Abiomics Europe bioinformatikai cég létrehozásában, melynek élettudományi igazgatója.

## Tudományos munkássága
Fő kutatási területe a betegségek genetikai, genomikai háttere. Először monogénes betegségekkel foglalkozott, mint az MCAD-hiány, nefrogén diabetes insipidus, familiáris hiperkoleszterinémia és a palmoplantáris keratoderma. Több betegségben azonosította a betegséget okozó genetikai eltérést. Jelentős eredményei közé tartozik a gp130 (IL6ST) gén szerkezetének leírása.  Később érdeklődése a poligénes, komplex betegségek felé fordult. Főbb vizsgált betegségek: atherosclerosis, allergia, asztma, akut limfoblasztos leukémia. Utóbbiban farmakogenetikai kutatásokat is folytat. 
Kutatási eredményeit több mint 130, főleg angol nyelvű tudományos cikkben publikálta. Számos új gén szerepét igazolta atherosclerosisban és asztmában, kutatócsoportja azonosított egy HLA haplotípust, amely nagymértékben megnöveli a túlérzékenységet az aszparagináz hatóanyagú, leukémiában és limfómában használt kemoterápiás szerre. Vezetésével 12-en szereztek PhD fokozatot. Több tankönyvfejezet szerzője, illetve két genetikai és genomikai témája tankönyv szerkesztője. Az Orvosi genetika és genomika tankönyv magyar mellett angolul és németül is megjelent.
Jelentős ismeretterjesztő tevékenységet is folytat. A Gyógyhírekben, a Heim Pál Gyermekkórház online újságjában eddig közel 100 ismeretterjesztő cikket publikált.

## Sportpályafutása
1985-ben 4x200 m-en országos futóbajnok, 1986-ban 400 m-en magyar egyetemi és főiskolai bajnok. 1986-ban a Budapesti Műszaki Egyetemen a „Jó tanuló jó sportoló” verseny győztese.

## Családja
Apja Szalai Béla (1927–2011), korábbi többszörös magyar bajnok és országos csúcstartó maratoni futó. Nős, két gyermeke van (András 1996; Orsolya 1998).

## Díjai, kitüntetései[3]
- 1996 Apáthy Alapítvány pályázata, első díj
- 1999 Richter Gedeon-emlékérem, tudományos kutatási díj
- 2002 TEVA-BIOGAL tudományos kutatási díj
- 2003 Heim Pál-emlékérem
- 2003 Markusovszky-díj
- 2003 Bólyai János-plakett
- 2007 Bólyai emléklap
- 2010 Végh Antal-díj
- 2011 LAM-díj
- 2013 Végh Antal-nívódíj
- 2014 Merit Díj; kiemelkedő oktatói munkáért; Semmelweis Egyetem, ÁOK
- 2015 Huzella Tivadar-emlékérem és jutalomdíj; kimagasló tudományos eredmény az elméleti orvostudomány területén; Semmelweis Egyetem
- 2016 Merit Díj; kiemelkedő oktatói munkáért; Semmelweis Egyetem, ÁOK
- 2019 Kari Kiválósági Merit díj; magas színvonalú szakmai munka; Semmelweis Egyetem, ÁOK